# Capromys
Capromys és un gènere de rosegadors de la família dels capròmids que presenta una taxonomia molt incerta. Les diverses espècies d'aquest grup són oriündes de Cuba, però no se sap amb seguretat quantes espècies vivents i extintes hi pertanyen. És probable que almenys alguna d'aquestes espècies sigui sinònima de C. pilorides.